# ヴァプコ・イェンスマ
ヴァプコ・ピーター・イェンスマ(アフリカーンス語: Wopko Pieter Jensma、1939年7月26日 - )は、南アフリカ・ベンタースドルプ出身の詩人、芸術家。1993年に失踪するまでに3つの詩集を出版した。

## 特徴
イェンスマの作品は、人間の特徴として描かれた動物のイメージをリノカットで表現する独自のテーマに基づいたエスニックなもので、詩は言葉をジャズの楽器、表現をリズムと表すというのが特徴である。

## 作品
- Sing for our Execution (1973年)
- Where White is the Colour/Where Black is the Number (1974年)
- I Must Show you my Clippings (1977年)

詩の一部は、アダム・シュワルツマンが編集・紹介した詩選『Ten South African Poets』（Manchester: Carcanet Press, 1999）に簡単な伝記とともに掲載されている。インターネット上においては、トニー・マクレガーによる「I write you from afar」というタイトルで、引用といくつかの伝記の詳細が掲載されている。

## 失踪
1993年8月にヨハネスブルグから姿を消し、それ以来姿を見せていない。何が起こったのかについての情報はない。

## 関連リンク
- Art archives Wopko Jensma